# Sabina Potapowa
Sabina Potapowa (kasachisch Сабина Потапова; * 10. März 1996) ist eine kasachische Leichtathletin, die sich auf das Kugelstoßen spezialisiert hat und auch im Diskuswurf an den Start geht.

## Sportliche Laufbahn
Erste internationale Erfahrungen sammelte Sabina Potapowa im Jahr 2013, als sie bei den Jugendweltmeisterschaften in Donezk mit einer Weite von 12,64 m in der Qualifikationsrunde im Kugelstoßen ausschied. 2023 belegte sie bei den Hallenasienmeisterschaften in Astana mit 13,64 m den sechsten Platz.
2018 wurde Potapowa kasachische Meisterin im Diskuswurf.

## Persönliche Bestleistungen
- Kugelstoßen 13,89 m, 12. Mai 2015 in Almaty
  - Kugelstoßen (Halle): 13,64 m, 11. Februar 2023 in Astana
- Diskuswurf: 40,24 m, 26. Juli 2019 in Almaty